# Sling Blade – Auf Messers Schneide
Sling Blade – Auf Messers Schneide ist ein US-amerikanisches Filmdrama von Billy Bob Thornton aus dem Jahr 1996. Es basiert auf einem Ein-Mann-Theaterstück von Thornton, welches er bereits 1985 spielte und 1988 in George Hickenloopers Kurzfilm Some Folks Call It a Sling Blade adaptiert wurde. Am 18. September 1997 startete der Film in Deutschland.

## Handlung
Karl Childers sitzt seit seinem 13. Lebensjahr in einer Psychiatrischen Anstalt für Straftäter, dem „Arkansas State Hospital“. Als er zwölf Jahre alt war, tötete er seine Mutter und ihren Liebhaber Jesse Dixon. Seine Jugend und Kindheit war durch Gewalt, Misshandlungen und Hass geprägt. Als geistig Behinderter wurde er trotz des Doppelmordes nie in ein Gefängnis gesperrt. Vielmehr steht er, da bei ihm keine weitere Tötungsabsicht diagnostiziert wurde, kurz vor der Entlassung. Nach Jahren der Therapie scheint er geheilt. Da er nicht weiß, wohin er soll, reist er zurück in seine Heimat. Da er kaum Geld und keine Bleibe hat, will er wieder zurück in die Anstalt. Er darf nicht. Vielmehr vermittelt ihm Jerry Woolridge einen Job mit einer kleinen Bleibe in der Werkstatt von Bill Cox.
Zuvor traf Karl bereits Frank Wheatley, einen Jungen, ebenfalls kaum zwölf Jahre alt, mit dem er sich schnell anfreundet. Frank schafft es, seine Mutter Linda davon zu überzeugen, Karl in der Garage schlafen zu lassen. Sie hat nichts dagegen. Aber ihr aggressiver Liebhaber Doyle Hargraves kann den Behinderten nicht leiden. Lindas Chef, der homosexuelle Vaughan Cunningham, warnt Karl vor Doyles Wutausbrüchen und Schlägen. Davon kann sich Karl bald selbst überzeugen, denn Doyle lädt all seine Freunde zu einer großen Feier bei Linda ein. Sie musizieren miteinander und träumen davon, mit einer eigenen Band auf Tournee zu gehen. Da Doyle mal wieder betrunken ist, macht er sich über Karl und über die Träume seiner Freunde lustig, wird aggressiv und wirft seine Bandkollegen aus Lindas Haus. Als er dann auch noch aggressiv gegenüber Linda wird, ist Karl dabei, als sich Vaughan, Frank und Linda zusammentun, um Doyle herauszuwerfen.
In der folgenden Zeit wird Karl von den dreien immer weiter akzeptiert. Er beichtet Linda von seinem Doppelmord und versichert ihr, Vaughan und Frank niemals etwas antun zu wollen. Mit Frank spielt er Football. Bei den Unterhaltungen mit ihm erfährt er auch viel von Franks Vater und wie schlecht ihn Doyle immer behandelt habe. Vaughan und Linda kommen auf die Idee, Karl mit der Marktmitarbeiterin Melinda zu verkuppeln. Nachdem Karl seinen verwahrlosten Vater besucht hat, ohne dass eine Annäherung zwischen den zerstrittenen Männern stattgefunden hat, lässt er sich taufen.
Erschrocken muss Karl feststellen, dass Linda Doyle wieder bei sich einziehen lässt. Schließlich habe er sich entschuldigt, erklärt sie. Doch mit Doyle kommt auch wieder die Gewalt ins Haus. Er fordert als Herr des Hauses, dass Karl verschwindet und Frank ihm von nun an gehorcht. Frank bittet Karl, dass er bleiben soll, da er ihn brauche. Aber Karl hat beschlossen, auszuziehen, schenkt Frank seine Bücher und bittet ihn, Doyle zu meiden, falls dieser mal wieder betrunken sein sollte. Da Doyle jedoch die Hand gegen Frank erhebt und Karl dazwischengehen muss, beschließt er Vaughan zu bitten, sich um die Familie zu kümmern. Anschließend schärft er seine Rasenmäherklinge (engl. „sling blade“) und besucht Doyle in Abwesenheit von Frank und Linda. Er bittet Doyle, ihm zu erklären, wie man die Polizei ruft. Doyle macht sich über ihn lustig, erklärt es ihm und wird anschließend von Karl getötet. Karl ruft die Polizei, um sich selbst anzuzeigen, und wird wieder in die Anstalt eingewiesen. Trotz der erneuten Einweisung wirkt Karl befreit: Als ein Mithäftling, der sich ihm in der Vergangenheit ungefragt aufdrängte, wieder das Gespräch mit ihm sucht, wehrt Karl sich zum ersten Mal verbal.

## Hintergrund
Sling Blade – Auf Messers Schneide startete am 29. November 1996 in den US-amerikanischen Kinos. Mit einem Produktionsbudget von etwa 1 Mio. US-Dollar konnte der Film etwas mehr als 24 Mio. US-Dollar einspielen.
Neben der Schnittfassung für den Kino-Start existiert auch ein zwölf Minuten längerer Director’s Cut.

## Kritik
Der renommierte Filmkritiker Roger Ebert lobte den Film, denn er sei „ein Werk von großer Originalität und Faszination“ und sehe genauso aus, als hätte William Faulkner Forrest Gump inszeniert. Für ihn sei es vor allem der „Schmerz, Humor, die Ironie und Süße“ in dem Protagonisten der Geschichte, die ihn zu einer der „denkwürdigsten Filmfiguren“ mache, die er seit langer Zeit gesehen habe. Ebert lobte auch die anderen Darsteller und sah eine gewisse Grausamkeit in dem ultimativen Ziel, dem er sich unaufhaltsam nähere.
Der renommierte Filmkritiker James Berardinelli gab dem Film drei von vier Sternen. Er meinte, dass der Film eine „interessante […] sich langsam entwickelnde Charakterstudie“ sei. Thornton liefere mit seiner Darstellung des Karl, dessen „geistige Einfachheit ihn seltsam überzeugend und sympathisch“ wirken lasse, die mit Abstand „beste schauspielerische Leistung des Films“. Obwohl der Film „etwas zu lang“ sei und mehrere Szenen hätten wegfallen können, kam Berardinelli zu dem Schluss, dass es sich um „einen feinen Film“ handele.
In der New York Times kritisierte Janet Maslin den Film. Denn obwohl „eine wachsame Charakterstudie“ präsentiert werde, sei „Thornton leider das Zentrum des Films“. Er profitiere nur von den „starken soliden Leistungen“ seiner Nebendarsteller und beraube in seinem Regiedebüt dem Film seine Intimität und präsentiere ihn in einem „einschläfernden Tempo.“
Das Lexikon des internationalen Films sah in dem Drama eine „thematisch und stilistisch äußerst geschlossene Studie über die Standfestigkeit von Glaube und Moral in einer von Entbehrung und Brutalität gezeichneten Welt.“ Die Kamera beobachte das „langsam eskalierende Geschehen“ und wirke dabei „distanziert durch lange Plansequenzen, eingefaßt in eine nahezu farblose Szenerie.“

## Auszeichnungen
Oscarverleihung 1997
- Bester Hauptdarsteller: Nominierung für Billy Bob Thornton
- Bestes adaptiertes Drehbuch: Billy Bob Thornton

Chlotrudis Award 1997
- Bester Film
- Beste Regie: Nominierung für Billy Bob Thornton
- Bester Hauptdarsteller: Billy Bob Thornton
- Bester Nebendarsteller: Nominierung für Lucas Black
- Bester Nebendarsteller: Nominierung für John Ritte

Satellite Awards 1996
- Bester Hauptdarsteller – Drama: Nominierung für Billy Bob Thornton
- Bestes Originaldrehbuch: Nominierung für Billy Bob Thornton
- Beste Filmmusik: Nominierung für Daniel Lanois

Screen Actors Guild Awards 1997
- Bester Hauptdarsteller: Nominierung für Billy Bob Thornton

Saturn-Award-Verleihung 1997
- Bester Nachwuchsdarsteller: Lucas Black